# Cong Weixi
Cong Weixi (Zunhua, Hebei, 1933 - Xangai 29 d'octubre de 2019) va ser un escriptor xinès. Represaliat pel Moviment Antidretà el 1957 va haver d'exiliar-se al camp i dedicar-se a feines agrícoles i fins al 1978 no va poder tornar a Pequín. Va escriure Un matí assolellat (1954), El matí es trenca sobre el riu del sud (1955) i La magnòlia tacada de sang (1979).
Part de la seva obra s'ha inclòs com representativa del moviment anomenat "Literatura de les cicatrius".